# Prince Morikuni
Le prince Morikuni (守邦親王) (1301 - 1333, règne du 19 juin 1308 au 25 septembre 1333) est le neuvième shogun du shogunat de Kamakura.
Il est fils du huitième shogun, le prince Hisaaki et petit-fils de l'empereur Go-Fukakusa. C'est également un dirigeant fantoche contrôlé par Hōjō Takatoki, shikken ou premier ministre du shogunat.
Après la disparition du bakufu de Kamakura, il devient moine bouddhiste et meurt peu après.
Au shogunat de Kamakura succède la restauration de Kenmu.

## Ères dubakufude Morikuni
Les années pendant lesquelles Morikuni est shogun sont réparties sur plusieurs ères ou nengō.
Pre cour Nanboku-chō 
- - Enkyō                (1308–1311)
  - Ōchō                 (1311–1312)
  - Shōwa  (1312–1317)
  - Bunpō                (1317–1319)
  - Gen'ō          (1319–1321)
  - Genkō        (1321–1324)
  - Shōchū  (1324–1326)
  - Karyaku              (1326–1329)
  - Gentoku              (1329–1331)
  - Genkō          (1331–1334)

Nanboku-chō Cour du sud
Ères reconnues par la Cour légitime (telle que déterminée par un récrit Meiji)
Nanboku-chō Cour du nord
Ères reconnues par la Cour prétendante (telle que déterminée par un récrit Meiji)
- - Shōkei        (1332–1338)

## Sources
- Nussbaum, Louis-Frédéric and Käthe Roth. (2005). Japan encyclopedia. Cambridge: Harvard University Press.  (ISBN 0-674-01753-6 et 978-0-674-01753-5); OCLC 58053128
- Titsingh, Isaac. (1834). Nihon ōdai ichiran; ou, Annales des empereurs du Japon.  Paris: Royal Asiatic Society, Oriental Translation Fund of Great Britain and Ireland. OCLC 5850691.